# 반하
반하(半夏, crow-dipper)는 천남성과의 여러해살이풀로 학명은 Pinellia ternata이다. 끼무릇이라고도 부른다.

## 특징
한국 각처의 밭에 나는 여러해살이풀로서 땅 속에 공 모양의 덩이줄기가 있다. 잎은 뿌리에서 나온 긴 잎자루 끝에 달리며, 잎몸이 3개의 작은 잎으로 나뉘어 있는데, 작은잎은 긴 타원형으로 길이는 5-10cm 정도이다. 꽃줄기는 높이가 25-35cm 정도이다. 불염포는 길이 5-6cm 정도인데, 중간부분 아래는 말려서 통 모양이 되며 녹색 또는 자색을 띤다. 한편, 육수꽃차례의 아랫부분은 불염포와 합쳐져 있어 한쪽 부분에만 암꽃이 빽빽하게 달린다. 반면, 가운데 부분에는 수꽃이 몰려 달리며, 그 위쪽은 꽃이 달리지 않고 길이 약 8cm 정도의 길쭉한 부속체가 된다. 꽃덮이는 없고, 수꽃에는 2개의 수술대가 없는 꽃밥이 있다. 씨방은 1개의 방을 가지며, 안에는 1개의 밑씨가 만들어진다. 주로 밭의 잡초로 자란다. 생반하는 독성이 매우 강하므로 가공해서 약재로 사용한다.